# Helmuth Faulstich

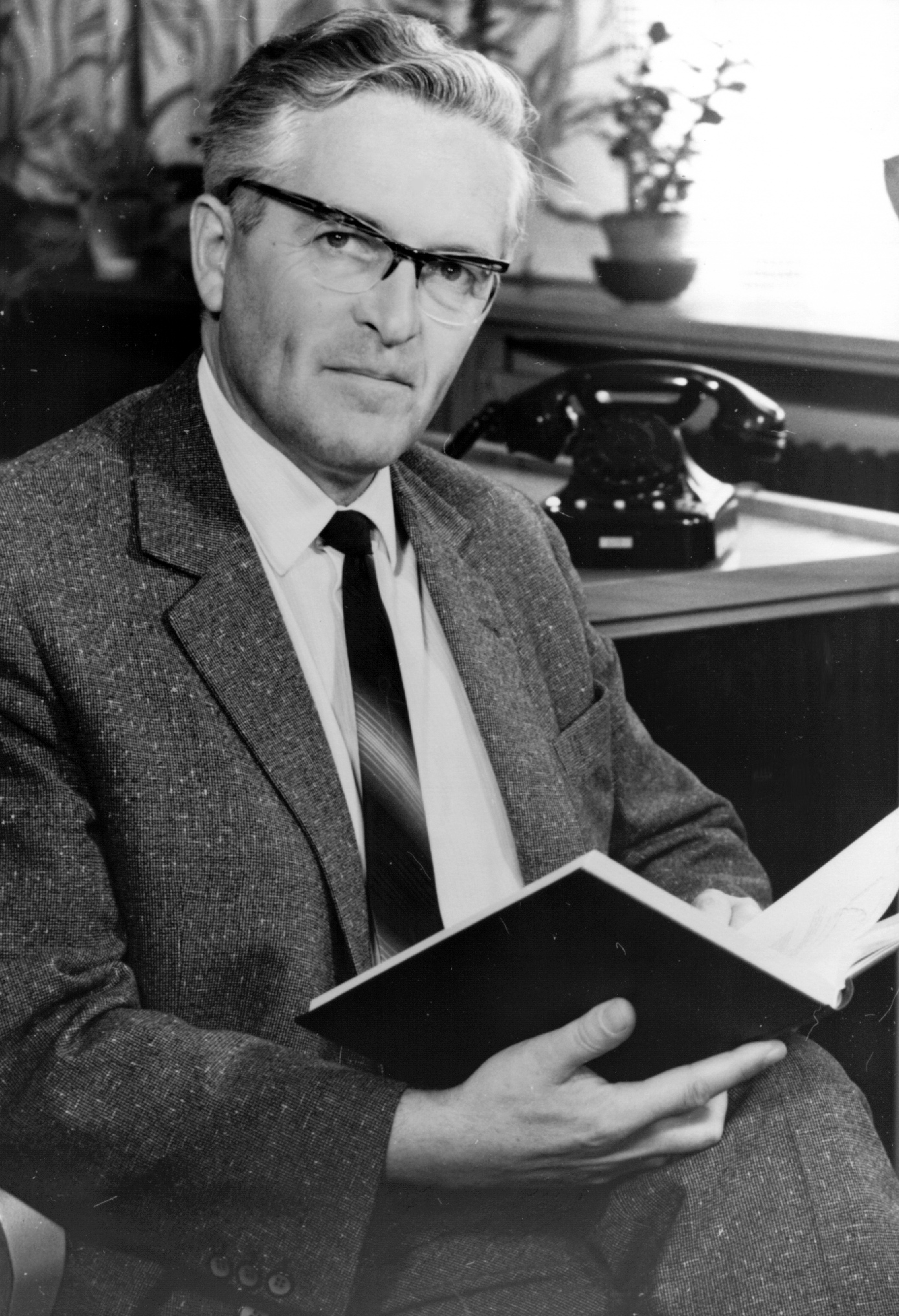
Helmuth Faulstich in Rossendorf, etwa 1965

Helmuth Faulstich (* 12. November 1914 in Stralsund; † 21. Juni 1991 in Dresden) war ein deutscher Elektrotechniker und Elektroniker. Er war ab 1961 amtierender Direktor, von 1965 bis 1970 Direktor des Zentralinstituts für Kernforschung (ZfK) Rossendorf.

## Studium und Promotion
Helmuth Faulstich begann 1934 sein Elektrotechnikstudium an der Technischen Hochschule in Danzig und trat zum 1. Dezember 1936 der NSDAP bei (Mitgliedsnummer 3.767.792). Er arbeitete anschließend ab 1940 im neugegründeten Danziger Ernst-Orlich-Institut als wissenschaftlicher Assistent. Dieses Institut war ein Forschungsinstitut der Reichsstelle für Hochfrequenzforschung. Faulstich wurde als Leiter einer Forschungsgruppe eingesetzt. Zu den speziellen Entwicklungsaufgaben gehörten: Elektromechanische Filter, die Weiterentwicklung von Bodenbetrachtungsgeräten (Radar), die Dezimetermesstechnik sowie Spezialprobleme der Leitstrahl- und Impulstechnik. Ende 1944 promovierte Faulstich zum Dr.-Ing.

## In der Sowjetunion
1945 wurde aufgrund der Kriegsereignisse das Ernst-Orlich-Institut aus Danzig und somit die Arbeitsstelle von Faulstich nach Thüringen verlagert. Nach der Auflösung dieses Institutes begann Faulstich noch 1945 seine Tätigkeit als Laborleiter eines Hochfrequenzlabors im neugegründeten RABE-Institut in Bleicherode. Das RABE-Institut (Raketenbau und -entwicklung) wurde Mitte 1945 durch die Rote Armee aufgebaut. Es wurde 1946 nach Moskau samt seinen Beschäftigten verlagert. Im Rahmen der Aktion Ossawakim wurde auch Faulstich aus der damaligen Sowjetischen Besatzungszone zwangsverpflichtet. Faulstich arbeitete dort bis 1955 als deutscher Spezialist an Rüstungsentwicklungen für die Rote Armee. 1955 bis 1956 wurden die deutschen Spezialisten nach Suchumi zur „Quarantäne“ umgesiedelt und mit nebensächlichen Aufgaben beschäftigt.

## Tätigkeiten nach der Rückkehr
1956 kehrte Faulstich nach Deutschland zurück und übernahm ab dem Jahr 1957 im Zentralinstitut für Kernforschung (ZfK) der Akademie der Wissenschaften der DDR in Rossendorf bei Dresden die Stelle des Leiters des Bereichs Technik. In dieser Funktion baute er u. a. hocheffektive Arbeitsgruppen Wissenschaftlicher Gerätebau und Elektronischer Gerätebau auf.

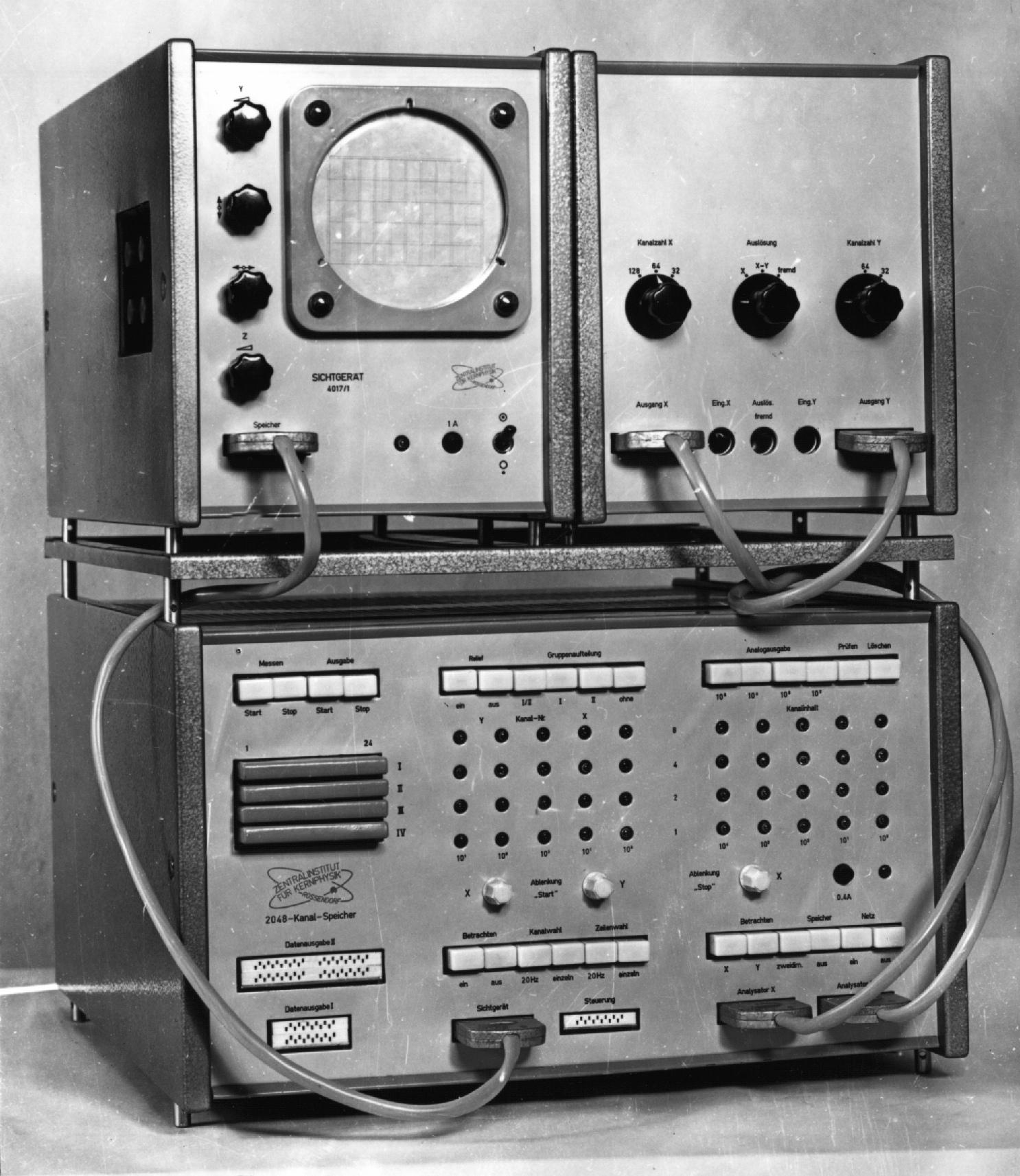
Zweidimensionaler Impulshöhenanalysator, etwa 1964

In Faulstichs Bereich Technik/Wissenschaftlicher Gerätebau wurde eine fruchtbare Kooperation mit der Industrie vorangetrieben. Hervorzuheben ist die Kooperation mit dem VEB Archimedes in Glashütte bei der Entwicklung und dem Bau des Analogrechners endim 2000,
der die Lösung von linearen und nichtlinearen Differentialgleichungssystemen ermöglichte sowie die Modellierung
komplexer elektronischer Netzwerke, regelungstechnischer Systeme und physikalischer Prozesse. Im ZfK wurden Operationsverstärker und Zusatzbausteine wie ein Funktionsgenerator, eine Elektronische Uhr, ein Multiplizierer sowie ein Digitalvoltmeter entwickelt.
Entwicklungsarbeiten zur elektronischen Rechentechnik führten zu bemerkenswerten Ergebnissen. Ein 1962 in der Rechenstation des ZfK aufgestellter Digitalrechner ZRA 1 vom VEB Carl Zeiss Jena war in der Folgezeit durch eine Reihe von Zusatzgeräten komplettiert worden mit dem Ziel, durch Kopplung im Online-Betrieb eine Experiment-Automatisierung zu erreichen. In den Jahren 1966 bis 1968 entstand der ZRA 2 im ZfK, der mit dem Vorgängertyp außer dem Namenskürzel nur noch den Kommandocode gemeinsam hatte. Gegenüber dem ZRA 1 konnte die Rechengeschwindigkeit um den Faktor 100, die Speicherkapazität in der zweiten Ausbaustufe (1970–1972) um den Faktor 4 gesteigert werden.
Mitte 1961 wurde Faulstich als amtierender Direktor des ZfK eingesetzt, nachdem Heinz Barwich zum Vizedirektor des Vereinigten Instituts für Kernforschung in Dubna berufen worden war. Barwich floh im Jahr 1964 während der 3. Genfer Atomkonferenz in den Westen. Daraufhin wurde Faulstich im Jahr 1965 zum ordentlichen Direktor des Zentralinstituts berufen. Im gleichen Jahr wurde er zum Professor ernannt. Von diesem Zeitpunkt an zog sich Faulstich schrittweise aus dem Bereich Technik/Wissenschaftlicher Gerätebau zurück.

## Tätigkeiten nach 1970
Mitte 1970 wurde Faulstich als parteiloser Direktor von seiner Funktion durch den amtierenden Akademiepräsidenten abberufen. Faulstich übernahm anschließend die stellvertretende Leitung einer Struktureinheit Forschungstechnologie in einem Akademieinstitut und des Weiteren den Aufbau einer zentralen Arbeitsgruppe Forschungstechnologie. Nach der Auflösung dieser Arbeitsgruppe war er bis zu seinem Ausscheiden aus dem Berufsleben im Jahr 1988 für weitere Arbeitsaufgaben in den Bereichen Forschungstechnologie und -koordinierung zuständig. Faulstich war Mitglied einer Reihe internationaler und nationaler Vereinigungen und Fachkommissionen.
1974 wurde Faulstich als Verdienter Techniker des Volkes ausgezeichnet.

## Persönliches
Faulstich war der Sohn des Philologen und Gymnasialdirektors Prof. Ernst Faulstich (1863–1925). Helmuth Faulstich war verheiratet und hatte einen Sohn Klaus (* 1942). Als Musikfreund und den Künsten gegenüber aufgeschlossener Direktor des Zentralinstituts unterstützte Faulstich die ab dem Jahr 1969 entstandenen Aktivitäten der Rossendorfer Musik-, Literatur- und Kunstfreunde. Diese auch von seinem Nachfolger als Direktor Günter Flach geförderten Kulturveranstaltungen wurden bis zum juristischen Ende des ZfK am 31. Dezember 1991 mit 220 Rossendorfer Klubabenden (ROK) und 84 Ausstellungen im ZfK fortgeführt.